# KNVB-Pokal 1987/88
Der KNVB-Pokal 1987/88 war die 70. Auflage des niederländischen Fußball-Pokalwettbewerbs. An ihr nahmen die 18 Mannschaften der Eredivisie, die 19 Teams der Eerste Divisie und 27 Vertreter aus dem Amateurbereich teil.
Pokalsieger wurde PSV Eindhoven. Das Team setzte sich im Finale gegen Roda JC Kerkrade durch. Da PSV auch nationaler Meister wurde, nahm der unterlegene Finalist am Europapokal der Pokalsieger teil.

## Modus
Alle Begegnungen wurden in einem Spiel entschieden. Bei unentschiedenem Ausgang gab es eine Verlängerung von zweimal 15 Minuten und gegebenenfalls ein Elfmeterschießen.

## 1. Runde
| Datum      |                        | Ergebnis  |                          |
| ---------- | ---------------------- | --------- | ------------------------ |
| 19.09.1987 | Germania Groesbeek     | 1:2       | HFC Haarlem              |
| 20.09.1987 | DWV Amsterdam          | 1:0       | AZ Alkmaar               |
| 07.10.1987 | SV Spakenburg          | 0:1 n. V. | MVV Maastricht           |
| 09.10.1987 | SC Telstar 1963        | 0:2       | FC Volendam              |
| 10.10.1987 | ACV Assen              | 1:3       | BV De Graafschap         |
| 10.10.1987 | DOS Kampen             | 2:1       | Go Ahead Eagles Deventer |
| 10.10.1987 | VV DOVO                | 0:7       | FC Twente Enschede       |
| 10.10.1987 | Drachtster Boys        | 0:5       | DS '79                   |
| 10.10.1987 | Haarlemse FC EDO       | 1:4       | VVV-Venlo                |
| 10.10.1987 | SC Genemuiden          | 0:1       | RBC Roosendaal           |
| 10.10.1987 | VV Heerjansdam         | 0:2       | FC Groningen             |
| 10.10.1987 | Helmond Sport          | 0:1       | Excelsior Rotterdam      |
| 10.10.1987 | SC Heracles Almelo '74 | 2:0       | SC Heerenveen            |
| 10.10.1987 | NSVV Numansdorp        | 1:2       | RKC Waalwijk             |
| 10.10.1987 | K.v.v. Quick Boys      | 0:7       | Ajax Amsterdam           |
| 10.10.1987 | Rijnsburgse Boys       | 1:7       | Fortuna Sittard          |
| 10.10.1987 | VV Serooskerke         | 2:3       | NEC Nijmegen             |
| 10.10.1987 | SV De Treffers         | 0:6       | PSV Eindhoven            |
| 10.10.1987 | VVOG Harderwijk        | 1:2       | VV Eindhoven             |
| 10.10.1987 | VV IJsselmeervogels    | 0:5       | Willem II Tilburg        |
| 11.10.1987 | Achilles ’29           | 1:4       | PEC Zwolle '82           |
| 11.10.1987 | Ajax Amsterdam II      | 2:1       | Sparta Rotterdam         |
| 11.10.1987 | FC Emmen               | 1:3       | Feyenoord Rotterdam      |
| 11.10.1987 | VV Geldrop             | 0:1       | SC Veendam               |
| 11.10.1987 | RC Heemstede           | 2:4       | SVV Schiedam             |
| 11.10.1987 | VV Rheden              | 0:3       | Roda JC Kerkrade         |
| 11.10.1987 | ROHDA Raalte           | 1:2       | SC Cambuur               |
| 11.10.1987 | TOP Oss                | 3:0       | FC Utrecht               |
| 11.10.1987 | SV Venray              | 3:0       | Vitesse Arnheim          |
| 11.10.1987 | FC Wageningen          | 3:1       | NAC Breda                |
| 11.10.1987 | Wilhelmina '08 Weert   | 1:5       | FC Den Bosch ʼ67         |
| 13.10.1987 | SV de Valleivogels     | 1:5       | FC Den Haag              |

## 2. Runde
| Datum      |                     | Ergebnis              |                        |
| ---------- | ------------------- | --------------------- | ---------------------- |
| 14.11.1987 | Ajax Amsterdam II   | 3:1                   | FC Groningen           |
| 14.11.1987 | DOS Kampen          | 1:3                   | NEC Nijmegen           |
| 14.11.1987 | MVV Maastricht      | 1:3                   | PSV Eindhoven          |
| 14.11.1987 | VVV-Venlo           | 2:2 n. V. (4:3 i. E.) | HFC Haarlem            |
| 14.11.1987 | Willem II Tilburg   | 4:2 n. V.             | FC Twente Enschede     |
| 15.11.1987 | FC Den Bosch ʼ67    | 1:0                   | Ajax Amsterdam         |
| 15.11.1987 | FC Den Haag         | 2:0                   | PEC Zwolle '82         |
| 15.11.1987 | DWV Amsterdam       | 0:3                   | Fortuna Sittard        |
| 15.11.1987 | Excelsior Rotterdam | 5:0                   | SC Heracles Almelo '74 |
| 15.11.1987 | RBC Roosendaal      | 2:1 n. V.             | SC Cambuur             |
| 15.11.1987 | RKC Waalwijk        | 2:1                   | SC Veendam             |
| 15.11.1987 | Roda JC Kerkrade    | 2:0                   | VV Eindhoven           |
| 15.11.1987 | SVV Schiedam        | 4:3 n. V.             | BV De Graafschap       |
| 15.11.1987 | SV Venray           | 0:1 n. V.             | DS '79                 |
| 15.11.1987 | FC Wageningen       | 3:3 n. V. (2:3 i. E.) | FC Volendam            |
| 29.11.1987 | TOP Oss             | 0:2                   | Feyenoord Rotterdam    |

## 3. Runde
| Datum      |                     | Ergebnis  |                     |
| ---------- | ------------------- | --------- | ------------------- |
| 10.02.1988 | Roda JC Kerkrade    | 2:0       | Fortuna Sittard     |
| 12.02.1988 | Excelsior Rotterdam | 0:6       | RKC Waalwijk        |
| 14.02.1988 | FC Den Haag         | 0:4       | Feyenoord Rotterdam |
| 14.02.1988 | SVV Schiedam        | 1:2 n. V. | RBC Roosendaal      |
| 14.02.1988 | FC Volendam         | 2:3       | Ajax Amsterdam II   |
| 22.03.1988 | VVV-Venlo           | 2:0       | DS '79              |
| 30.03.1988 | FC Den Bosch ʼ67    | 0:1 n. V. | PSV Eindhoven       |
| 30.03.1988 | NEC Nijmegen        | 0:2       | Willem II Tilburg   |

## Viertelfinale
| Datum      |                   | Ergebnis  |                     |
| ---------- | ----------------- | --------- | ------------------- |
| 13.04.1988 | PSV Eindhoven     | 2:0       | RBC Roosendaal      |
| 13.04.1988 | RKC Waalwijk      | 2:1       | Ajax Amsterdam II   |
| 13.04.1988 | VVV-Venlo         | 2:1       | Feyenoord Rotterdam |
| 13.04.1988 | Willem II Tilburg | 1:3 n. V. | Roda JC Kerkrade    |

## Halbfinale
| Datum      |                  | Ergebnis  |               |
| ---------- | ---------------- | --------- | ------------- |
| 26.04.1988 | RKC Waalwijk     | 2:3       | PSV Eindhoven |
| 26.04.1988 | Roda JC Kerkrade | 3:1 n. V. | VVV-Venlo     |

## Finale
| PSV Eindhoven                                       | PSV Eindhoven | Roda JC Kerkrade | Roda JC Kerkrade |
| --------------------------------------------------- | --- | --- | ---------------- |
| PSV Eindhoven                                       | \| 12. Mai 1988 in Tilburg (König-Wilhelm-II.-Stadion) \| \| Ergebnis: 3:2 n. V. (2:2, 1:1) \| \| Zuschauer: 8.500 \| \| Schiedsrichter: Chris Verhoef \| \| Spielbericht \|                                          | \| 12. Mai 1988 in Tilburg (König-Wilhelm-II.-Stadion) \| \| Ergebnis: 3:2 n. V. (2:2, 1:1) \| \| Zuschauer: 8.500 \| \| Schiedsrichter: Chris Verhoef \| \| Spielbericht \|                                                                              | Roda JC Kerkrade |
| PSV Eindhoven                                       | Hans van Breukelen – Eric Gerets , Ivan Nielsen, Ronald Koeman, Jan Heintze – Berry van Aerle, Edward Linskens (70. Eric Viscaal), Søren Lerby – Gerald Vanenburg, Wim Kieft, Hans Gillhaus Cheftrainer: Guus Hiddink | Jan Nederburgh – Gène Hanssen, Michel Boerebach, Ernie Brandts , Wilbert Suvrijn – Pierre Blättler, Martin van Geel, Alfons Groenendijk – Manuel Sánchez Torres, Huub Smeets (105. René Trost), Raymond Smeets (79. Roger Raeven) Cheftrainer: Rob Jacobs | Roda JC Kerkrade |
| PSV Eindhoven                                       | 1:1 Eric Gerets (52.) 2:2 Eric Gerets (85.) 3:2 Søren Lerby (92.) | 0:1 Huub Smeets (22.) 1:2 Raymond Smets (64.) | Roda JC Kerkrade |
| PSV Eindhoven                                       | Gerald Vanenburg | Michel Boerebach | Roda JC Kerkrade |
| PSV Eindhoven                                       | Gène Hanssen (67.) | | Roda JC Kerkrade |
| PSV Eindhoven                                       | Ronald Koeman schießt Foulelfmeter an den Pfosten (67.) | | Roda JC Kerkrade |
| 12. Mai 1988 in Tilburg (König-Wilhelm-II.-Stadion) | | |                  |
| Ergebnis: 3:2 n. V. (2:2, 1:1)                      | | |                  |
| Zuschauer: 8.500                                    | | |                  |
| Schiedsrichter: Chris Verhoef                       | | |                  |
| Spielbericht                                        | | |                  |